# Бутан на Олимпијским играма
Бутан се први пут појавио на Олимпијским играма 1984. године и од тада спортисти Бутана нису пропустили ниједне наредне Летње олимпијске игре.
На Зимске олимпијске игре Бутан никада није слао своје представнике. Представници Бутана, закључно са Олимпијским играма одржаним 2016. године у Рију, нису освојили ниједну олимпијску медаљу. Национални спорт Бутана је стреличарство, једини у којем су се такмичили на првих седам олимпијских игара, али ни у овом спорту још нису освојили олимпијску медаљу. Године 2012. у Лондону имали су првог представника у неком другом спорту, стрељаштву. На Олимпијским играма 2020. године у Токију имали су први пут такмичаре у џудоу и пливању, а на Олимпијским играма дебитовали су у атлетици.
Национални олимпијски комитет Бутана (Bhutan Olympic Committee) је основан 1983, а признат је од стране МОК исте године.

## Медаље

### Учешће и освојене медаље на ЛОИ
| Учешће и освојене медаље Бутана на ЛОИ |                 |        |      |      |        |       |        |        |        |         |
| ЛОИ                                    | Носилац заставе | Учешће | Муш. | Жене | спорт. | Злато | Сребро | Бронза | Укупно | Пласман |
| 1984. Лос Анђелес                      | Тинли Дорџи     | 6      | 3    | 3    | 1      | 0     | 0      | 0      | 0      | —       |
| 1988. Сеул                             | Пема Черинг     | 3      | 3    | 0    | 1      | 0     | 0      | 0      | 0      | —       |
| 1992. Барселона                        | Џубзанг Џубзанг | 6      | 3    | 3    | 1      | 0     | 0      | 0      | 0      | —       |
| 1996. Атланта                          | Џубзанг Џубзанг | 2      | 1    | 1    | 1      | 0     | 0      | 0      | 0      | —       |
| 2000. Сиднеј                           | Џубзанг Џубзанг | 2      | 1    | 1    | 2      | 0     | 0      | 0      | 0      | —       |
| 2004. Атина                            | Черинг Чоден    | 2      | 1    | 1    | 1      | 0     | 0      | 0      | 0      | —       |
| 2008. Пекинг                           | Таши Пелџор     | 2      | 1    | 1    | 1      | 0     | 0      | 0      | 0      | —       |
| 2012. Лондон                           | Шераб Зам       | 2      | 0    | 2    | 2      | 0     | 0      | 0      | 0      | —       |
| 2016. Рио                              | Карма           | 2      | 0    | 2    | 2      | 0     | 0      | 0      | 0      | —       |
| 2020. Токио                            | Карма           | 4      | 2    | 2    | 4      | 0     | 0      | 0      | 0      | —       |
| 2024. Париз                            |                 | 3      | 2    | 1    | 3      | 0     | 0      | 0      | 0      |         |
| Укупно (11)                            |                 | 38     | 17   | 17   | /      | 0     | 0      | 0      | 0      |         |

### Преглед учешћа спортиста и освајача медаља по спортовима на ЛОИ
Стање после ЛОИ 2024.
| Спорт         | Период | Период   | Укупно | Мушки | Жене |   |   |   |   |
| Спорт         | Прво   | Последње | Укупно | Мушки | Жене |   |   |   |   |
| ------------- | ------ | -------- | ------ | ----- | ---- | - | - | - | - |
| Атлетика      | 2024   | 2024     | 1      | 1     | 0    | 0 | 0 | 0 | 0 |
| Стреличарство | 1984   | 2024     | 21     | 9     | 12   | 0 | 0 | 0 | 0 |
| Пливање       | 2020   | 2024     | 2      | 2     | 0    | 0 | 0 | 0 | 0 |
| Стрељаштво    | 2012   | 2020     | 3      | 0     | 3    | 0 | 0 | 0 | 0 |
| Џудо          | 2020   | 2020     | 1      | 1     | 0    | 0 | 0 | 0 | 0 |
| Укупно (5)    |        |          | 28     | 13    | 15   | 0 | 0 | 0 | 0 |

Разлика у горње две табеле од 5 учесника (5 мушкараца) настала је у овој табели јер је сваки спотиста без обриза колико је пута учествовао на играма и у колико разних спортова на истим играма рачунат само једном

## Занимљивости
- Најмлађи учесник: Ринзи Лам, 16 година и 304 дана Лос Анђелес 1984. стреличарство
- Најстарији учесник: Пема Черинг, 41 година и 17 дана Сиднеј 2000. стреличарство
- Највише учешћа: 3 Џубзанг Џубзанг (1996, 2000, 2004)
- Највише медаља: -
- Прва медаља: -
- Прво злато: -
- Најбољи пласман на ЛОИ: -
- Најбољи пласман на ЗОИ: -